# Ernest Koliqi

Firma di Ernest Koliqi

Ernest Koliqi (Scutari, 20 maggio 1903 – Roma, 15 gennaio 1975) è stato uno scrittore, poeta e drammaturgo albanese. In Italia, dove insegnò l'albanese nell’università di Roma, è più noto col nome tradotto in Ernesto.

## Biografia
Nato a Scutari, dove frequentò le prime lezioni presso il Collegio dei Gesuiti, Koliqi si trasferì in Italia per studiare a Brescia e poi all'Università di Padova, dove si dedicò allo studio dell'epica popolare albanese. Cominciò a scrivere sotto pseudonimi, quali Hilushi, Hilush Vilza e Borizani.
Negli anni '20 e '30 Koliqi fu il fondatore di importanti riviste in Albania, come le riviste Illyria e Ora e Maleve (La fata della montagna, 1923) e il periodico Shejzat (Pleiadi, Roam), interessate alla geografia e alla cultura del Paese. Fu anche ministro dell'istruzione al tempo del regno albanese durante l'occupazione italiana dell'Albania (1939-1943), quando mandò duecento insegnanti a istituire scuole albanesi in Kosovo.
Insieme a Mitrush Kuteli è considerato il fondatore della prosa albanese moderna. Tradusse in albanese le opere dei grandi poeti italiani: Dante Alighieri, Petrarca, Ludovico Ariosto, Torquato Tasso, Giuseppe Parini, Vincenzo Monti e Ugo Foscolo. Si distinse nella traduzione di un'antologia della poesia italiana nel 1963.
Nei suoi libri come Hija e Maleve (1929), Tregtar flamujsh (1935) e Pasqyrat e Narçizit (1946), Koliqi introduce una spiritualità unica alla letteratura albanese.
Lle sue opere furono poi censurate e vietate durante il regime comunista albanese di Enver Hoxha.

## Opere
- Kushtrimi i Skanderbeut, 1924 (Il richiamo di Skanderbeg)[2]
- Hija e maleve', 1929 (L'ombra delle montagne)[2]
- Gjurmat e stinëve, 1933 (Le tracce delle stagioni)
- Tregtar flamujsh, 1935 (Mercanti di bandiere) [2]
- Pasqyrat e Narçizit, 1936 (Lo specchio del narciso)
- Symfonia e shqypeve, 1936 (Sinfonia delle aquile)
- Epika popullore shqiptare, 1937 (Epica popolare albanese), tesi di laurea all'Università di Roma[2]
- Kangjelet e Rilindjes, 1959 (Le porte del risveglio)
- Shija e bukës mbrume, 1960 (Il sapore del pane lievitato)
- Albania (1965)